# Roncus caucasicus
Espèce
Synonymes
- Microcreagris caucasica Beier, 1962

Roncus caucasicus est une espèce de pseudoscorpions de la famille des Neobisiidae.

## Distribution
Cette espèce est endémique de Géorgie. Elle se rencontre vers Mataradsa.

## Description
Les femelles mesurent de 1,6 à 1,8 mm

## Systématique et taxinomie
Cette espèce a été décrite sous le protonyme Microcreagris caucasica par Beier en 1962. Elle est placée dans le genre Roncus par Mahnert en 1976.

## Étymologie
Son nom d'espèce lui a été donné en référence au lieu de sa découverte, le Caucase.

## Publication originale
- Beier, 1962 : Über kaukasische Pseudoskorpione. Annalen des Naturhistorischen Museums in Wien, vol. 64, p. 146-153 (texte intégral).